# Сімон Бернфельд
Сімон Бернфельд (нар. 6 січня 1860 у Станіславі, Галичина, Австрійська імперія – пом. 3 лютого 1940 у Берліні) — австрійський рабин, учений і письменник.

## Біографія
Батько Сімона Бернфельда був проповідником і даяном у Станіславі. Він належав до ортодоксальної /дейської громади, хоча сам був маскалом, тобто виступав за юдейське просвітництво. Врешті 1872 року родина переїхала до ліберальнішого Львова. Сімон Бернфельд був одружений з Анною Левін (1861—1940), їхній син Іммануїл Бернфельд,1889 року народження, став жертвою Голокосту в концтаборі Маутхаузен у 1941 році.
У 18 років Сімон Бернфельд, мешкаючи у Львові, вже дописував до єврейської газети Ha-Maggid. У 1880 році його запросили до Кенігсберга на роботу в журналі Ha-Kol. З 1881 по 1883 рік він навчався в Кенігсберзькому університеті, у 1883 році вступив до Берлінського університету, а також відвідував лекції в Університеті науки про юдаїку. Закінчив навчання в 1885 році і був призначений рабином сефардської громади в Белграді в Королівстві Сербія. З 1886 по 1894 рік обіймав там посаду головного рабина. 
Потім повернувся до Берліна і відтоді працював приватним науковцем. В Асоціації національних німецьких євреїв він очолював апологетичний архів, публікувався в журналах, був також редактором громадської газети Єврейської громади Берліна. Був членом Товариства сприяння іудаїстиці. Бернфельд намагався вплинути на суспільно-політичні дискусії в юдаїзмі і (1930) покладав великі надії на сіоністський проект у Палестині.
Бернфельд написав чимало ґрунтовних досліджень з Біблії та історії юдаїзму, які публікував на івриті, ідиш, іспанською та частково також німецькою мовами. Разом з Лео Беком, Ісмаром Ельбогеном і Фріцем Бамбергером редагував багатотомну працю «Вчення юдаїзму згідно з джерелами» («Die Lehren des Judentums nach den Quellen»).
Сімон Бернфельд похований на єврейському кладовищі Берлін-Вайсензее.

## Вибрані публікації
- (Mhrsg.): Gedenkbuch für Moses Mendelssohn. Berlin: M. Poppelauer, 1929
- Jüdische Geschäftsmoral nach Talmud und Schulchan Aruch. Berlin: Philo-Verlag, 1924 [28 Seiten]
- Sefer ha-Demaot [Sefer. Buch der Tränen]. 3 Bände. Charlottenburg: Echkol, 1923 (he)
- (Mitarbeit): Die Lehren des Judentums nach den Quellen. 1920 folgende
- Der Talmud. Frankfurt a. M. : Kauffmann, 1914
- Kämpfende Geister im Judentum. Vier Biographien. Philadelphia: Lamm, 1907 (enthält Leone da Modena, Mosche Chaim Luzzatto, Salomon Maimon, Samuel David Luzzatto)
- Die Heilige Schrift. Nach d. masoretischen Text neu übers. u. erkl. nebst e. Einl. von S. Bernfeld. Berlin: Calvary, 1902; 6. Auflage. Frankfurt a. M. : Kauffmann, 1936 (Digitalisiert)
- (Hrsg.): Die religiöse Poesie der Juden in Spanien. Berlin: Poppelauer, 1901
- Der Talmud. Sein Wesen, seine Bedeutung und seine Geschichte. Berlin: Calvary, 1900
- Juden und Judentum im neunzehnten Jahrhundert. Berlin: Cronbach, 1898
- Dor holech weder ba [Die Zivilisation der Juden in Deutschland]. 2 Bände. Warschau 1887 (he)